# Matej Recer
Matej Recer, slovenski filmski in gledališki igralec, * 24. julij 1966, Brežice.
Matej se je rodil in odraščal v Brežicah, po Osnovni šoli je obiskoval tudi Brežiško Gimnazijo,nato pa je šel študirat v Ljubljano.
Na ljubljanski AGRFT je diplomiral leta 1994. Zaposlen je v Slovenskem mladinskem gledališču, sicer pa je član skupine Betontanc od njene ustanovitve do leta 1999. Je bil tudi voditelj televizijskih oddaj Moj film (Kanal A), Kuharski dvoboj (TV3), Zmorem (TV Paprika).

## Pomembnejše vloge

### Gledališče
- Tri sestre (Čehov): Andrej
- Sen kresne noči (Shakespeare): Lisander
- Kaligula (Camus): Kaligula
- Kekec (Vandot, Potočnjak): Bedanec
- Fragile! (Štivičić): Marko

### Film
- Triptih Agate Schwartzkobler (Matjaž Klopčič)
- Brezno (Šmid)
- Nikogaršnja zemlja (Tanović)

- TV serija Totalna razprodaja (Sepe)